# 1st Florida Infantry
Le 1st Florida Infantry Regiment est un régiment d'infanterie levé par l'État confédéré de la Floride pendant la guerre de Sécession. Engagés pour 12 mois de service, les anciens combattants restants servent dans le 1st (McDonell) Battalion Florida Infantry à compter d'avril 1862. En août, le bataillon réduit est consolidé avec le 3rd (Miller's) Battalion au sein du 1st Florida Infantry Regiment réorganisé de nouveau. En décembre 1862, il fusionne avec le 3rd Florida Infantry Regiment (en) et reçoit la forme qu'il garde jusqu'à la fin de la guerre comme le 1st-3rd Consolidated Florida Infantry Regiment. Combattant au sein de l'armée du Tennessee sur le théâtre occidental de la guerre de Sécession, il se rend le 26 avril 1865.

## Organisation
Lorsque la guerre de Sécesion éclate en 1861, la Floride se hâte de lever un régiment d'infanterie. En mars, à l'arsenal de Chattahoochee, les hommes des comtés de Leon, d'Alachua, de Madison, de Jefferson, de Jackson, de Franklin, de Gadsden, et d'Escambia s'assemblent, et le 5 mai 1861, le 1st Florida Infantry Regiment entre en service de l'état. Comme tous les régiments enrôlés dans les premiers jours de 1861, il s'engage pour une période de douze mois. En raison de la hâte, le régiment ne comprend qu'environ 700 hommes dans 9 compagnies avec un nombre insuffisant d'uniformes et d'armes. Les officiers élus sont James Patton Anderson du comté de Jefferson, en tant que colonel ; William K. Beard du comté de Leon en tant que lieutenant-colonel, et Thaddeus A. McDonell du comté d'Alachua en tant que commandant. Au moment de l'achèvement de son organisation, le régiment reçoit l'ordre de partir pour Pensacola où il arrive le 12 avril 1861. Là, il entre dans le service confédéré le 19 avril 1861.

## Histoire du service

### En 1861 et 1862

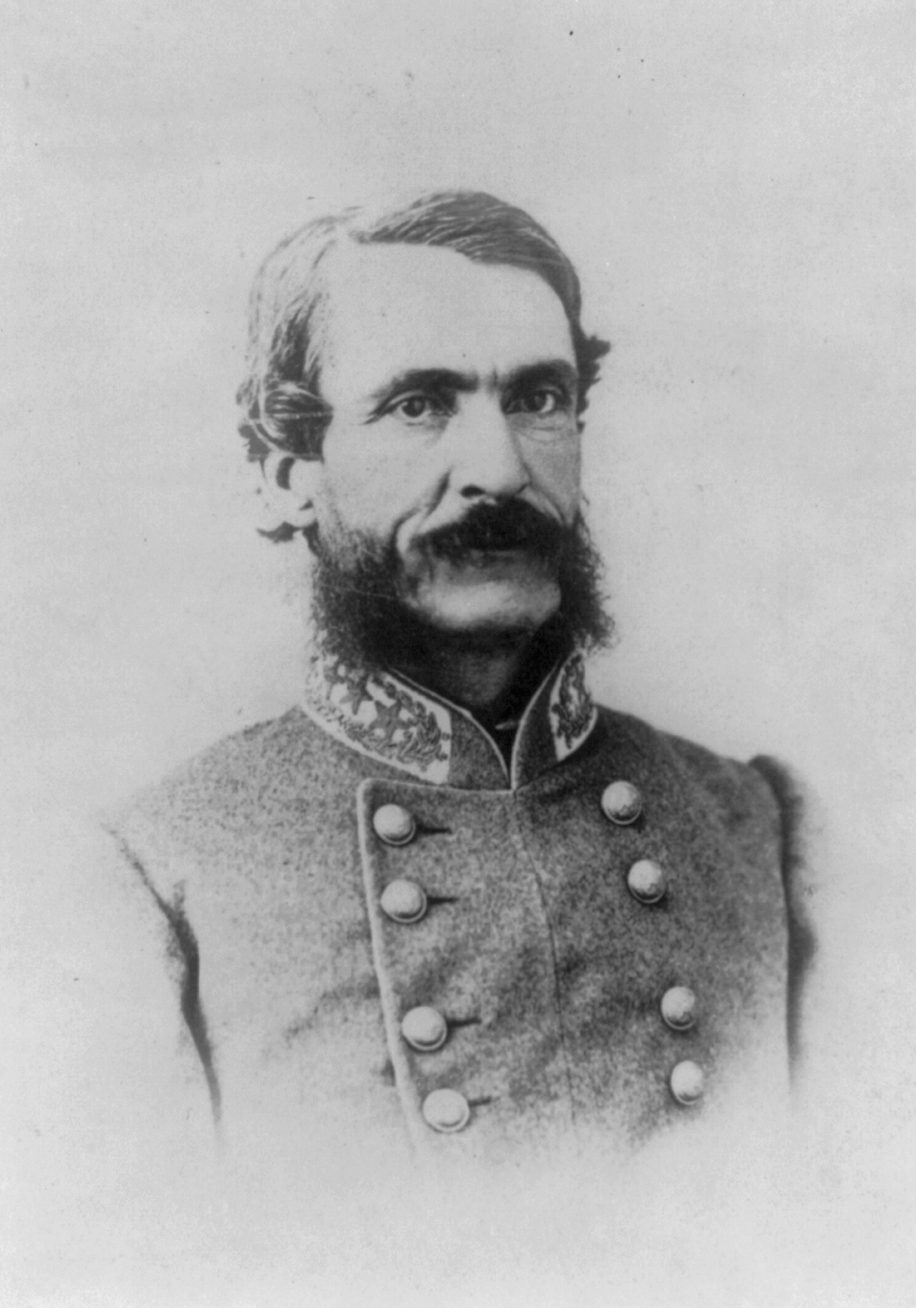
James Patton Anderson, premier commandant du 1st Florida

En juin, le régiment reçoit sa dixième compagnie, les Pensacola Guards locaux. Maintenant, le régiment fait partie de l'armée de Pensacola, sous le commandement du brigadier-général Sam Jones. Le 9 octobre 1861, un détachement de 180 hommes issus de toutes les compagnies du régiment participe à la tentative infructueuse de capture du fort Pickens. Sous le commandement du colonel Anderson, à la tête d'une colonne avec ses floridiens et d'hommes de la Louisiane et de l'Alabama, le régiment perd 7 morts, 8 blessés et 12 hommes capturés. Le régiment rejoint le général Braxton Bragg sur son trajet vers l'ouest en mars 1862, et se rend à Corinth. Lorsque le temps de service du régiment se termine, il échoue à le réorganiser au début de 1862, lorsque seulement 300 des 600 hommes restants, assez pour quatre compagnies, se réengagent. Ceux-ci sont organisés en quatre compagnies sous le commandement du commandant McDonnell, alors que le lieutenant colonel Beard est nommé Inspecteur général du II corps de Bragg. Le 1st (McDonell) Florida Infantry Battalion, comme il est maintenant connu, et ses 328 hommes sont prêts juste à temps pour la bataille de Shiloh.
Patton Anderson, le colonel de l'ancien régiment, est le commandant de la brigade depuis le mois d'octobre 1861 et est promu brigadier général le 10 février 1862. La brigade fait partie de la division de Ruggles. Le 6 avril 1862, les 250 hommes présents participent le matin à l'avance en tant que deuxième ligne. Avançant le long de la route de Pittsburgh-Corinth, le régiment subit un feu nourri de la part des troupes de l'Ohio et de l'artillerie. Lorsque le commandant McDonell tombe, blessé par un éclat d'artillerie, le commandement revient au capitaine William G. Poole. La brigade d'Anderson et le 1st Florida, appartiennent à la force qui prend d'assaut le Nid de guêpes. Les troupes épuisées sont régulièrement bombardées dans la nuit par les canonnières de l'Union, et se retirent avec le reste de l'armée le 7 avril. Poole, retournant le commandement au capitaine W. C. Beard le 7, est cité par Anderson pour son commandement vaillant tout au long de ces deux jours de bataille.

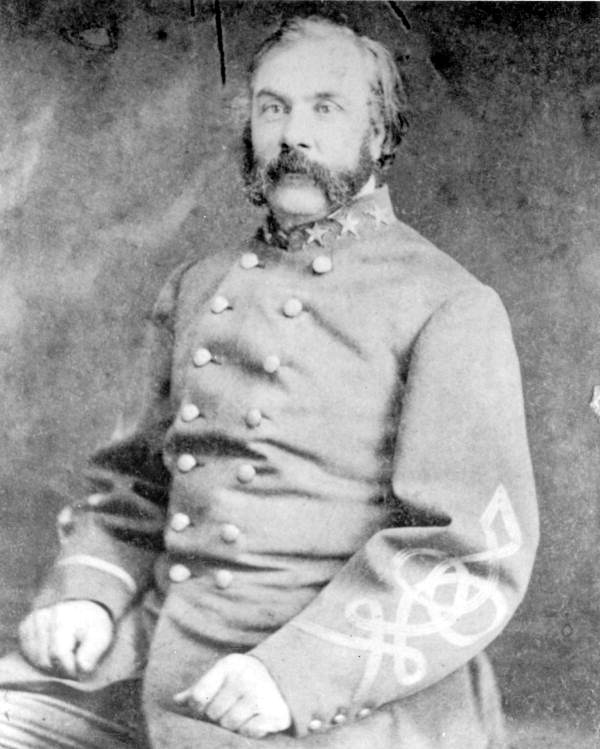
William Miller, troisième commandant du 1st Florida

Ensuite, le bataillon, qui a perdu 14 morts et 57 blessés à Shiloh, est consolidé avec les Confederate (Louisiana) Guards Response Battalion sous le commandement du commandant William Clack. La consolidation s'avère être que temporaire, alors que le Guards Battalion est transféré en août 1861. Partant vers le nord, lors de l'offensive confédérée dans le Kentucky central le 1st Battalion combat lors de la bataille de Perryville, subissant 12 morts, 54 blessés et 6 disparus sur un total de 167 hommes. Le bataillon épuisé est consolidé avec le 3rd (Miller) Florida Battalion. Les six compagnies de Miller et les vétérans du 1st Battalion sont réorganisés dans le 1st Florida Infantry Regiment de nouveau. William Miller (en) en est élu colonel, McDonell devient lieutenant-colonel et Glover A. Ball devient commandant. En décembre 1862, le régiment, qui fait maintenant partie de la brigade du brigadier William Preston, a été grossièrement appairé avec le 3rd Florida Infantry (en), sous le commandement global de Miller. Les 531 hommes des 1st et 3rd Regiments combattent de façon distinctive à Stones River, subissant de lourdes pertes, y compris le colonel Miller, qui est blessé le dernier jour de la bataille. Le commandement de l'ensemble revient alors au colonel William S. Dilworth du 3rd Floride. En raison du nombre de victimes des deux régiments subies antérieurement, ce regroupement devient permanent ; Dilworth reste au commandement pour le reste de la guerre, tandis que Miller commande les forces de réserve (devenant brigadier général en 1864),.

### 1863
Le 1rd-3th Florida passe l'hiver près de Tullahoma dans le Tennessee avec l’entraînement des nouvelles recrues arrivées et le maintien de la pratique du tir. En mars 1863, le régiment combat autour du siège de Vicksburg. Détaché pour participer à l'expédition de Jackson, l'action de secours du général Joseph Johnston, il combat en tant que composante de la brigade d'Adams lors du siège de Jackson. En été, le régiment retourne dans la brigade de Marcellus A. Stovall.
Le 19 septembre 1863, la division du général John C. Breckinridge est sur la gauche de l'ensemble de la ligne confédérée le long de Chickamauga Creek. Stationné près de Glass' Mill, le 1st-3rd Florida est détaché avec une batterie d'artillerie en tant que force d'observation quand le reste de la division se déplace vers le sud. Au cours de la nuit du 20, l'ensemble du corps de D. H. Hill est déplacé à l'extrême droite de la ligne confédérée. La 1st-3rd, relevé par la division de cavalerie de Wharton, marche toute la nuit jusqu'à ce qu'il atteigne sa position sur la droite, ne localisant sa brigade qu'à 8 heures du matin. Lorsque l'avancée contre les positions de l'Union autour de Horseshoe Ridge commence le matin, la brigade est sur la droite en deuxième ligne, et marche contre les éléments du XIVe Corps de Thomas. Avançant vers Kelly Field le long de la route Lafayette dans un mouvement vers le sud, le 1st-3rd Florida, en collaboration avec la 47th Georgia Infantry (en), est séparé du reste de la colonne et dérive vers la droite. Ici, il est confronté à des éléments de la brigade régulière de King. Près de perdre ses couleurs lors de la retraite, il se réunifie avec la brigade après que cette dernière a été repoussée. Puis la division décale ses éléments du nord vers l'est en raison de l'avancée du corps de réserve de Gordon Granger en provenance du nord. Une autre avance vers Kelly Field dans l'après-midi débouche sur un nombre de prisonniers, mais ne peut pas briser les lignes ennemies. Le régiment perdu 9 tués, 70 blessés et 13 disparus.

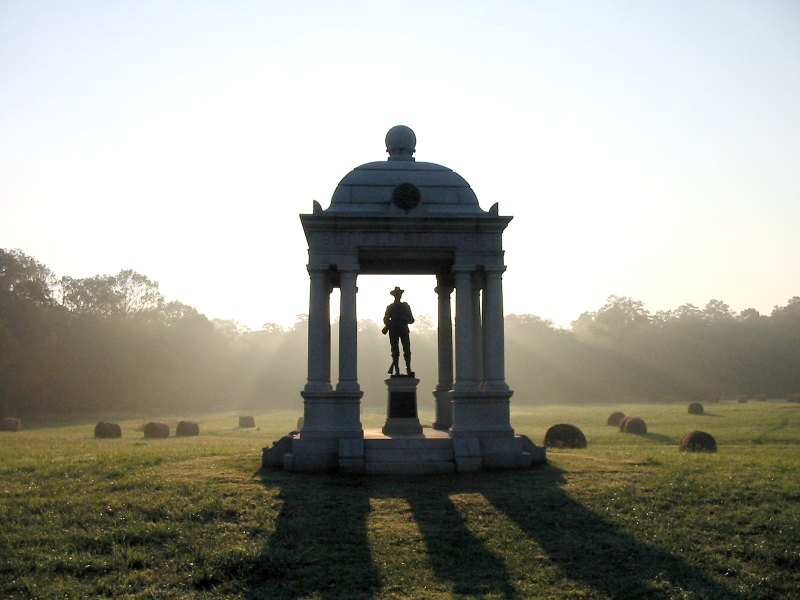
Le monument de Floride à Chickamauga

Lorsque la bataille se termine par une victoire pour le Sud, l'armée du Tennessee reçoit des remerciements de ses supérieurs ; et le 1st-3rd Florida a 18 de ses hommes inscrits sur le registre des honneurs confédéré (en). Au début de novembre, l'armée du Tennessee, assiégeant encore l'Union à Chattanooga, dans le Tennessee, à l'endroit où les fédéraux ont retraité après Chickamauga, toutes les unités d'infanterie de la Floride sont rassemblées dans une brigade. Le colonel de Dilworth, le premier le colonel des régiments de la Floride, est en congé lorsqu'il en prend le commandement. De même, les recommandations pour sa promotion au grade de brigadier, délivrées par le général Breckinridge et approuvées par le général William J. Hardee, ne sont pas suivies. À la place, Jesse J. Finley (en), jusqu'à présent, commandant du 6th Florida Infantry est promu et affecté. La brigade de Floride se compose du 1st-3rd, du 4th, du 6th et du 7th Floride Infantry Regiment, ainsi que du 1st Dismounted Florida Cavalry.
Prenant position sur Missionary Ridge, la brigade est stationnée à côté des quartiers généraux de Bragg, entre la deuxième ligne et la position avancée au-dessous de la crête. Alors que l'armée est submergée par l'armée de l'Union renforcée, il dégringole de sa position. Des parties de la brigade combat avec l'arrière-garde improvisée du général William B. Bate, et le brigadier général Finley reçoit des éloges pour son commandement. La brigade continue son service jusqu'à la fin de 1863, en prenant part aux mouvements du général Johnston. Lorsque le colonel de Dilworth prend temporairement le commandement d'une brigade, le régiment est commandé par le lieutenant colonel Elisha Mashburn.

### 1864 et 1865
Au début de 1864, au commencement de la campagne d'Atlanta, les privations de l'hiver et les marches incessantes font leur effet. Le régiment, commandé par Mashburn alors que Dilworth est en congé de maladie, ne fait pas exception,. Dans les mois qui suivent le commandement passe au commandant Ball et en juin au capitaine Matthew H. Strain avant que Ball ne reprenne de nouveau le commandement. À Resaca, le régiment doit endurer les pires tirs de barrage d'artillerie de la guerre. Plus tard dans la campagne, au cours de la bataille de Marietta, le régiment est en position lorsque le commandant du corps d'armée, le général Leonidas Polk est tué, le colonel Dilworth demandant au général de se mettre à couvert quelques secondes avant qu'il ne soit touché par un obus d'artillerie. À ce moment, le 1st-3rd Florida a seulement 120 hommes, aptes au service.
Quand le 1st-3rd Florida part avec le général John Bell Hood lors de la terrible campagne d'hiver de Franklin-Nashville, le commandement passe rapidement au capitaine Strain de nouveau, et plus tard au capitaine A. B. McLeod. Lorsque le général Nathan B. Forrest et sa cavalerie sont envoyés dans un raid dans la région, ils sont accompagnés par la division de Bate, y compris la brigade de Floride. Lors de la troisième bataille de Murfreesboro, les floridiens, qui perdent leur commandant de brigade par intérim, le colonel Robert Bullock, doivent céder leur place ; et la brigade en infériorité numérique et non soutenue est repoussée pour près d'un kilomètre six cents (un mile) avant que les troupes de l'Union arrêtent leur avance.
Après la retraite de Nashville, les six petits régiments sont envoyés en Caroline du Nord où ils combattent encore lors d'une bataille, la bataille de Bentonville, le 19 mars 1865. Le jour où le général Lee se rend en Virginie, le 9 avril 1865, Johnston réorganise son armée. La brigade de Floride occidentale est consolidée et ses six régiments sont placés dans une seule unité, la dernière forme du 1st Florida Infantry Regiment. Sous le commandement du lieutenant colonel Mashburn le 1st Florida marche au sein de la brigade du brigadier James A. Smith de la division du général John C. Brown, qui était leur commandant de brigade à Perryville. Lorsque Johnston se rend à Bennett Place le 26 avril, le 1st Florida, et ainsi de tous les unités de Floride dans l'armée du Tennessee, a moins de 200 hommes présents et aptes au service (avec un total d'un peu plus de 400 hommes). Les troupes sont libérés le 1er mai 1865.

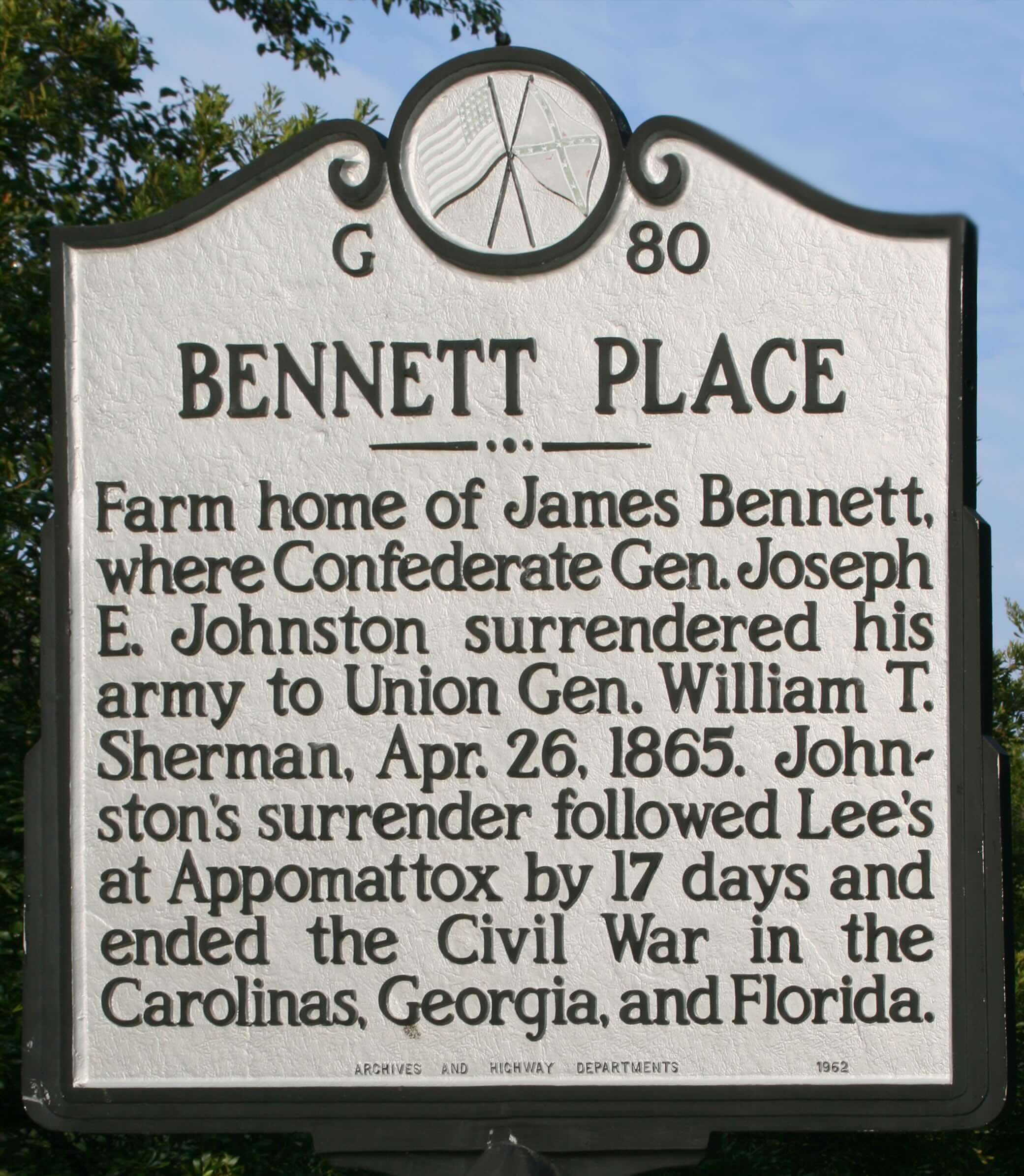
Le marqueur de Bennett Place

## Autres données régimentaires

### Officiers commandant
| Colonel James Patton Anderson       | Avril/mai 1861 - 12 octobre 1861 (affecté au commandent d'une brigade)                                    |
| Lieutenant colonel William K. Barbe | 12 octobre 1861 - avril 1862 (intérim, affecté à l'état-major)                                            |
| Commandant Thaddeus A. McDonell     | Avril 1862 - 6 avril 1862 (blessé) ; avril 1862 - août 1862 (consolidé)                                   |
| Capitaine William G. Poole          | 6 avril 1862 - 7 avril 1862 (par intérim)                                                                 |
| Capitaine William C. Barbe          | 7 avril 1862 - avril 1862 (par intérim)                                                                   |
| Colonel William Miller (en)         | août 1862 - décembre 1862 (blessé et transféré)                                                           |
| Colonel William S. Dilworth         | Décembre 1862 - juillet 1864 (souvent détaché au commandement d'une brigade et en congé de maladie)       |
| Lieutenant colonel Elisha Mashburn  | 1863 - 26 avril 1865 (commande la brigade en 1864 et 1865) (commande le 1st Florida lors de la reddition) |
| Commandant Glover A. Ball           | 1864 (intérim, commande temporairement la brigade en 1864)                                                |
| Capitaine Matthieu H. Strain        | 1864 (intérim)                                                                                            |
| Capitaine A. B. McLeod              | 1864 (intérim)                                                                                            |

### Affectations
- Armée de Pensacola (commandement de Sam Jones)
- Brigade de Patton Anderson, division de Cheatham, corps de Bragg de l'armée du Mississippi
- Brigade de Patton Anderson, division de Ruggles du corps deBragg de l'armée du Mississippi
- Brigade de Patton Anderson du II Corps d'armée, armée du Mississippi
- Brigade de Preston, division de Breckinridge, corps de Hardee de l'armée du Tennessee
- Brigade de Brown, division de Patton Anderson, corps de Hardee de l'armée du Tennessee
- Brigade de Stovall, division de Breckinridge, corps de D. H. Hill de l'armée du Tennessee
- Brigade de Finley (Floride), division de Breckinridge, corps de D. H. Hill de l'armée du Tennessee
- Brigade de Finley (Floride), division de Breckinridge, corps de Breckinridge de l'armée du Tennessee
- Brigade de Finley (Floride), division de Breckinridge, corps de Hindman de l'armée du Tennessee
- Brigade de Finley (Floride), division de Bate, corps de Hardee de l'armée du Tennessee
- Brigade de Finley (Floride), division de Bate, corps de Cheatham de l'armée du Tennessee
- Brigade de Smith, division de Brown corps de Hardee de l'armée du Tennessee

### Liste des honneurs confédérés à Chickamauga
- Sgt Randolph Hernandez, 1st A
- Pvt Henry Taylor, 1st B
- Pvt George M. Williams, 1st C
- Pvt Samuel V. Neeley, 1st D  (b)
- Pvt John Wheeler, 1st E
- Sgt E.V. McCaskill, 1st F
- Pvt Alfred Bray, 1st G
- Pvt John Dixon, 1st H
- Sgt E.E. Baggett, 1st I
- Pvt Robert B. McKay, 1st K  (b)
- Pvt Robert Curry, 3rd A
- Pvt Lott Allen, 3rd C
- Pvt Jasper N. Caraway, 3rd D
- Pvt Spicer B. Wilds, 3rd F
- Sgt William W. Lamb, 3rd G
- Pvt George Walker, 3rd H
- Pvt M.W.A. Hutchingson, 3rd I
- Pvt C. Gray, 3rd H